# Iva (planta)
Iva es un género de plantas fanerógamas perteneciente a la familia de las asteráceas. Comprende 27 especies descritas y de estas, solo 13 aceptadas.

## Taxonomía
El género fue descrito por Carlos Linneo y publicado en Species Plantarum 2: 988–989. 1753. La especie tipo es Iva annua L.

## Especies aceptadas
A continuación se brinda un listado de las especies del género Iva (planta) aceptadas hasta julio de 2012, ordenadas alfabéticamente. Para cada una se indica el nombre binomial seguido del autor, abreviado según las convenciones y usos.
- Iva angustifolia Nutt. ex DC.
- Iva annua L.
- Iva asperifolia Less.
- Iva axillaris Pursh
- Iva cheiranthifolia Kunth
- Iva ciliata Willd.
- Iva dealbata A.Gray
- Iva frutescens L., denominada acapacle, acapalti o acapati en México[4]
- Iva hayesiana A.Gray
- Iva imbricata Walter
- Iva microcephala Nutt.
- Iva monophylla Walter
- Iva xanthiifolia Nutt.